# Cantagallo, Prato
Cantagallo är en ort och kommun i provinsen Prato i regionen Toscana i Italien. Kommunen hade 3 106 invånare (2018).